# Liste noire
Liste noire è un film del 1995 diretto da Jean-Marc Vallée.